# Michelle Williams (diễn viên)
Michelle Ingrid Williams (sinh ngày 9 tháng 9 năm 1980) là một nữ diễn viên người Mỹ. Cô bắt đầu sự nghiệp của mình với những vai diễn khách mời trên truyền hình và vai diễn trong bộ phim điện ảnh đầu tay của cô Lassie đã mang về cho cô một đề cử Youth in Film. Cô cũng có được sự công nhận rộng hơn với vai Jen Lindley trong sê-ri truyền hình của The WB Dawson's Creek từ 1998 đến 2003.